# داکولا (جورجیا)
داکولا، جورجیا (به انگلیسی: Dacula, Georgia) یک شهر در ایالات متحده آمریکا با جمعیت ۴٬۴۴۲ نفر است که در جورجیا واقع شده‌است.

## موقعیت جغرافیایی
موقعیت جغرافیایی شهرها و مناطق اطراف به شرح زیر است: